# Rhipidia complexa
Rhipidia complexa är en tvåvingeart som först beskrevs av Alexander 1950.  Rhipidia complexa ingår i släktet Rhipidia och familjen småharkrankar.
Artens utbredningsområde är Peru. Inga underarter finns listade i Catalogue of Life.